# Pont Bailey
Pour les articles homonymes, voir Bailey.
Le pont Bailey est un pont préfabriqué portatif, conçu initialement pour un usage militaire et permettant une portée maximale de 60 m. Il n'exige ni outillage spécial ni équipement lourd pour sa construction, ses éléments sont assez petits pour être transportés par camion et le pont est assez solide pour autoriser le passage des chars. On le considère comme un modèle de génie militaire.

## Histoire

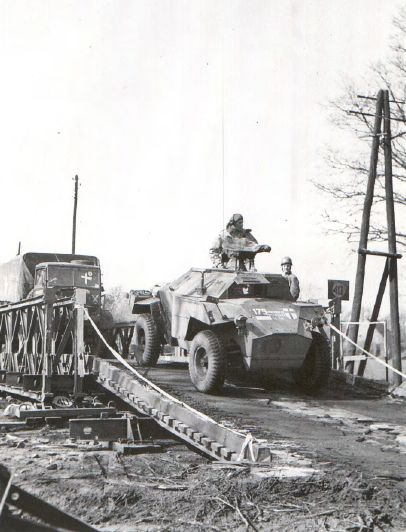
Véhicules du d'artillerie royal traversant un pont Bailey à Dreierwalde, le 6-8 avril 1945.

Donald Bailey (1901-1985) était ingénieur civil à l'Experimental Bridging Establishment, structure d'ingénierie militaire rattachée au War Office (ministère de l'Armée britannique) mais aussi passionné de modèles réduits de ponts. S'appuyant sur les travaux de certains prédécesseurs, dont ceux de Charles Inglis et du Major Giffard Martel sur l'usage de panneaux démontables, il présente le 1er mai 1941 un prototype de son pont : son modèle de démonstration, d'une longueur de 21 m, est déployé en 36 minutes. La production en série débute en juillet et les premiers exemplaires peuvent être livrés dès décembre 1941.
Le premier pont fut mis en service par les Royal Engineers en novembre 1942 en Tunisie durant la campagne militaire d'Afrique du Nord (Seconde Guerre mondiale).
L'armée britannique en installa 2 500 en Italie et 1 500 en Europe du Nord. Séduite, l'US Army développe sous licence sa propre version, appelée M2, qui présentera pourtant quelques difficultés de compatibilité avec le modèle d'origine en raison d'une taille plus large du tablier.
Lors de leur repli des pays occupés, les Allemands et les Italiens ayant fait sauter de nombreux ponts pour retarder la progression des Alliés, les ponts Bailey ont alors été d'une grande utilité et certains sont restés longtemps en place avant la reconstruction en dur. Le premier pont Bailey sur le sol français a été construit les 8 et 9 juin 1944, sur le canal de Caen à la mer, à hauteur du château de Bénouville, près de Pegasus Bridge.
Durant toute la Seconde Guerre mondiale, près d'un demi-million de tonnes d'éléments de pont seront produits. Le général Eisenhower considérait le pont Bailey comme une des trois armes révolutionnaires du conflit avec le radar et le bombardier lourd. Donald Bailey sera anobli pour cette invention. Après guerre, le pont Bailey équipe toutes les armées occidentales. Les armées britanniques et américaines ne le remplaceront qu'en 2001 par le modèle Mabey-Johnson.

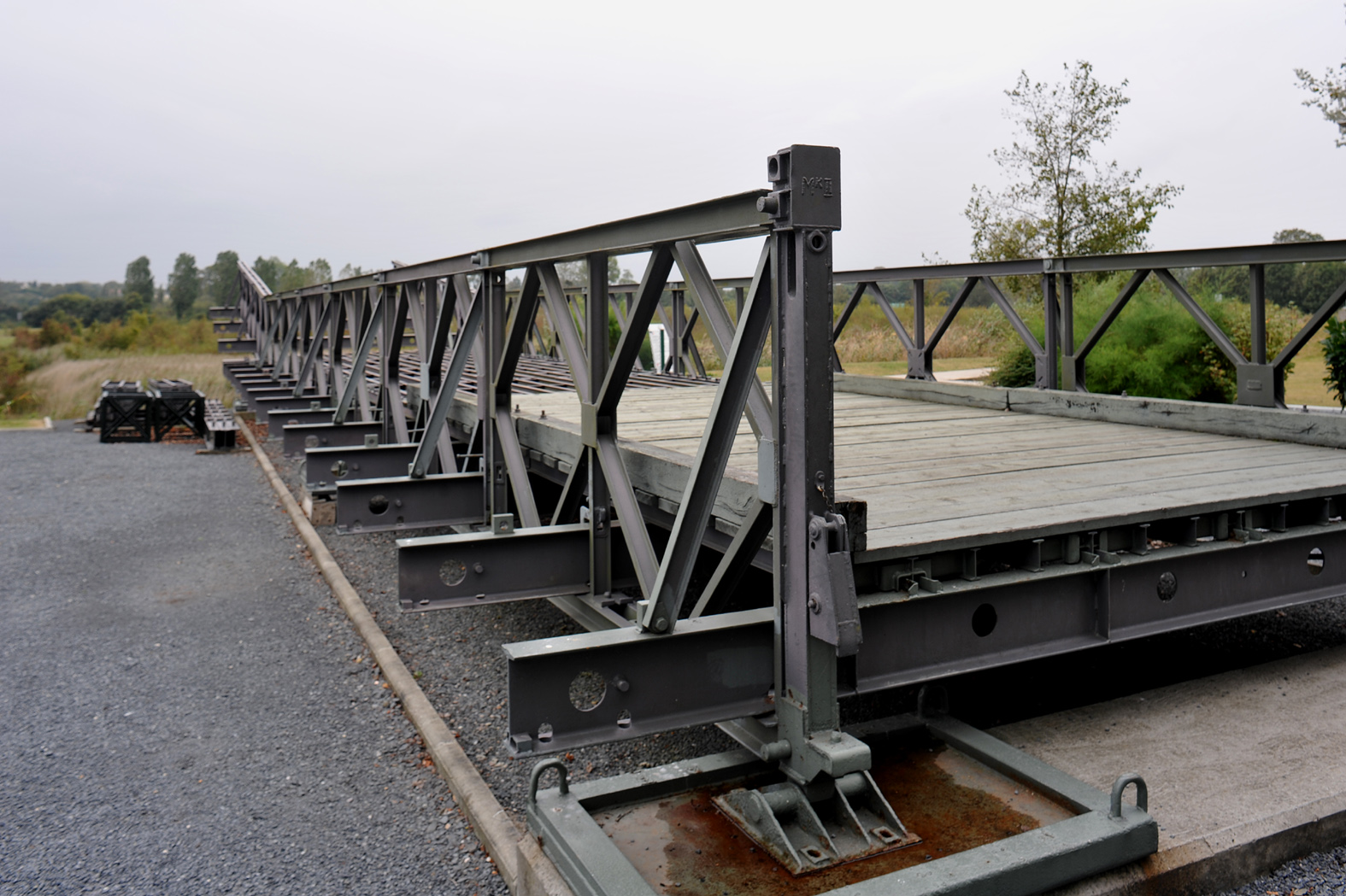
Élément de pont Bailey au Mémorial Pegasus à Ranville.

### Utilisation par la France après 1945
De nombreux pont Bailey furent implantés en Indochine, dont celui installé par l'armée française lors de la bataille de Diên Biên Phu, désormais en mauvais état mais toujours en service.
Après la guerre, le pont Bailey a été largement déployé en France par le génie militaire à la suite de catastrophes naturelles ou technologiques,. Fin 2020, un pont Bailey est par exemple construit dans la vallée de la Roya, à la suite des destructions de ponts dues à la tempête Alex,.
Par ailleurs, il a été déployé hors de France dans le cadre d’interventions françaises. Ainsi six ponts Bailey sont mis en place par l'armée française en septembre 2006 après la destruction de la plupart des ponts au sud de Beyrouth par l'armée israélienne, pendant la guerre contre le Hezbollah.
À partir de 2010, l'armée française dispose de 35 de ces ponts, 20 gérés par le Centre national des ponts de secours du ministère de l’Écologie et 15 par les unités du génie militaire.
Le Centre national des ponts de secours gère un stock d'une centaine de ponts Bailey à des fins de sécurité civile tandis que des entreprises privées sont dorénavant en mesure d’en fournir et de les déployer.

## Utilisation en Afrique

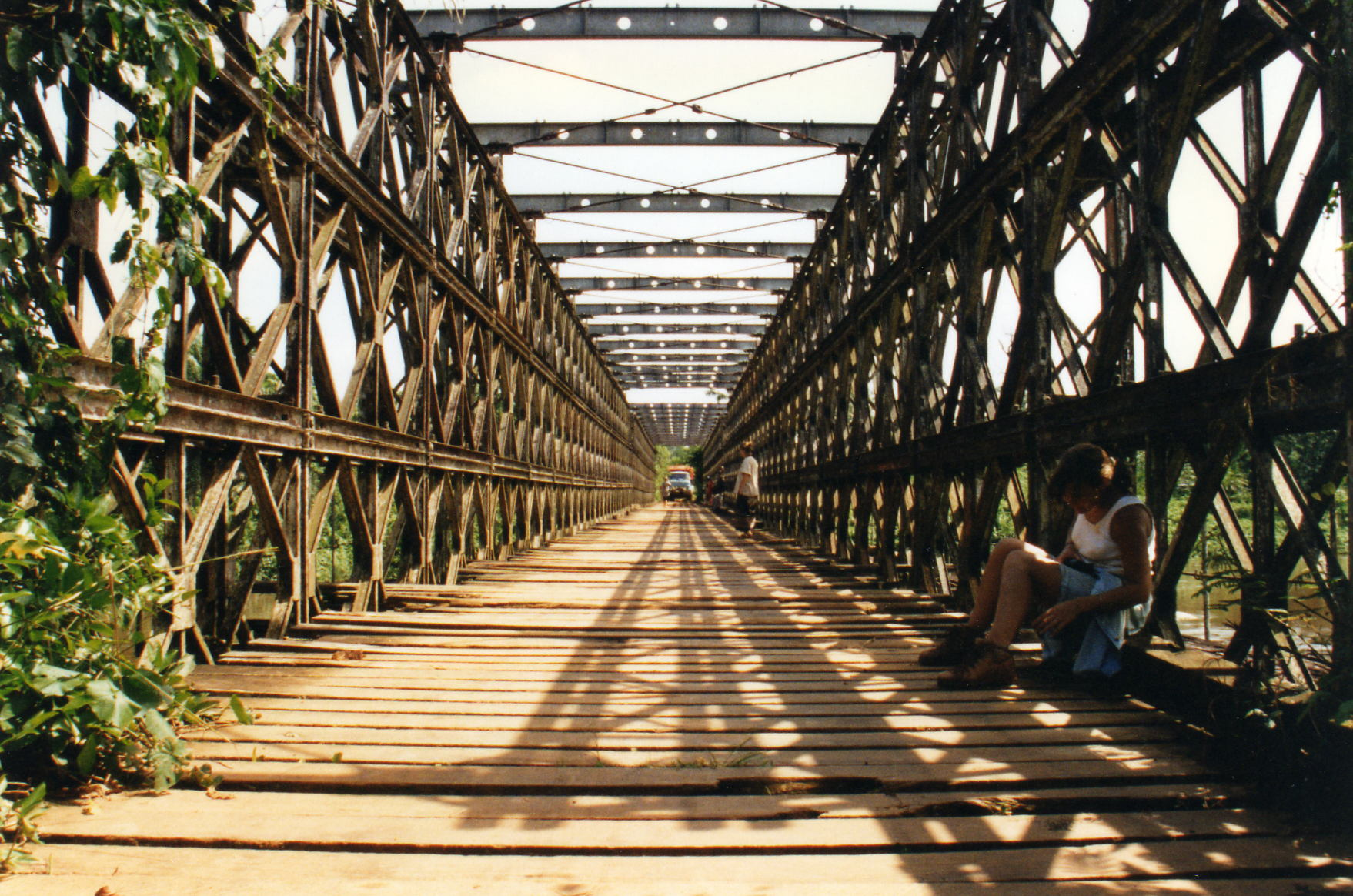
Pont sur la Komanda en Ituri dans la RDC (1995)

Après la seconde guerre mondiale l'administration du Congo belge a acheté un stock d'éléments Bailey pour construire des ponts sur des rivières de la colonie.
En 2013, l'armée française a installé un pont de ce type à Tassiga, au sud de Gao au Mali, en remplacement d'un pont détruit par les djihadistes au cours de l'intervention militaire au Mali.
En 2015, un pont Bailey a été construit à Bangui (Centrafrique), inauguré par la présidente Catherine Samba-Panza.

## Conception

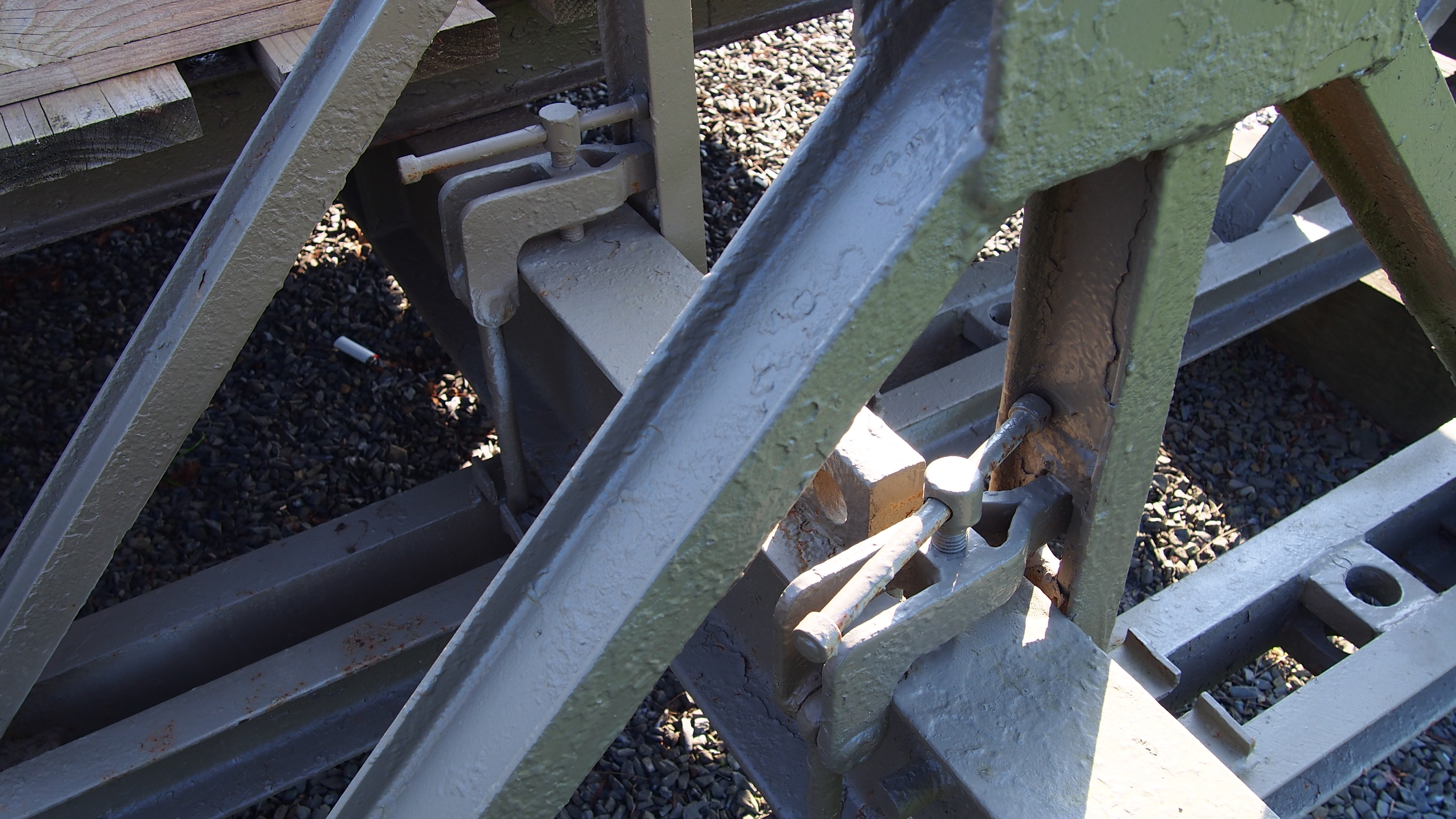
Détail du pont Bailey de Pont-Farcy (Calvados).

Le cahier des charges exigeait la confection d'un pont polyvalent, modulable en portée (jusqu'à 60 m sans appui) et en charge (jusqu'à 70 tonnes). Le montage devait en être facile et rapide, sans utilisation de moyen mécanique, l'ensemble devant pouvoir être démontable et transportable à bord de camions militaires standards.
Le pont Bailey s'inspire du pont-route métallique français, mais en poussant le principe du démontage en un Meccano dont les pièces les plus lourdes peuvent être portées à bras :
- les panneaux constituant les poutres principales, de 202 kg, portés par quatre hommes ;
- les pièces de pont de 272 kg portées par six hommes.

L'avantage principal est de pouvoir - par le jeu du nombre des poutres porteuses latérales - faire varier de manière considérable la force portante en fonction des charges à faire passer et de l'écartement des appuis. Chaque type de pont est désigné par une appellation double, utilisant les mots "simple", "double" et "triple". Le premier indique le nombre de poutrelles élémentaires juxtaposées pour chacune des deux poutres porteuses ; le second, le nombre de panneaux, en hauteur, de chaque poutrelle. On obtient ainsi sept types de ponts fonctionnels : S-S, D-S, T-S, D-D, T-D, D-T et T-T. Le pont est assemblé sur la rive, deux fois plus long que nécessaire pour ne pas basculer, puis poussé sur rails vers son emplacement prévu. Le trop construit est démonté après coup. Deux heures suffisent à 40 sapeurs pour installer un ouvrage basique de 24 mètres de long.

## Opérateurs militaires
- Espagne : génie militaire[13].